# Herb Amöneburga

Herb Amöneburga

Herb Amöneburga stanowi w polu niebieskim siedzącą na białym koniu postać świętego Marcina prawą ręką przecinającego swój czerwony płaszcz. Koń z uniesioną prawą, przednią nogą stąpa po zielonej trawie w heraldycznie prawą stronę, święty Marcin odwraca się w stronę żebraka. Za koniem z lekko ugiętą prawą nogą stoi, zwrócony w prawą stronę, półnagi żebrak prawą ręką przytrzymujący skraj płaszcza. W górnym prawym rogu stylizowana litera "A", w lewym drewniane koło z sześcioma szprychami.
Stylizowana litera "A" nawiązuje do nazwy miasta.
Koło stanowi symbol jednoczący z miastem Moguncja i nawiązuje do jego herbu.